# Euzetacanthus simplex
Euzetacanthus simplex är en hakmaskart som först beskrevs av Rudolphi 1810.  Euzetacanthus simplex ingår i släktet Euzetacanthus och familjen Arhythmacanthidae. Inga underarter finns listade i Catalogue of Life.